# Яма (роман)
«Яма» — книга Бориса Акунина,  повествующая о приключениях Эраста Фандорина и Масахиро Сибаты в начале 1900 года, непосредственно после событий повести «Узница башни, или Краткий, но прекрасный путь трёх мудрых». 
О книге стало известно в марте 2023 года, когда сам Акунин рассказал что написал новый незапланированный роман о приключениях Эраста Фандорина и его друга Масы. Книга появилась в продаже 20 мая 2023 года.

## Действующие лица
- Эраст Фандорин
- Масахиро Сибата